# Enrico Caterino Davila

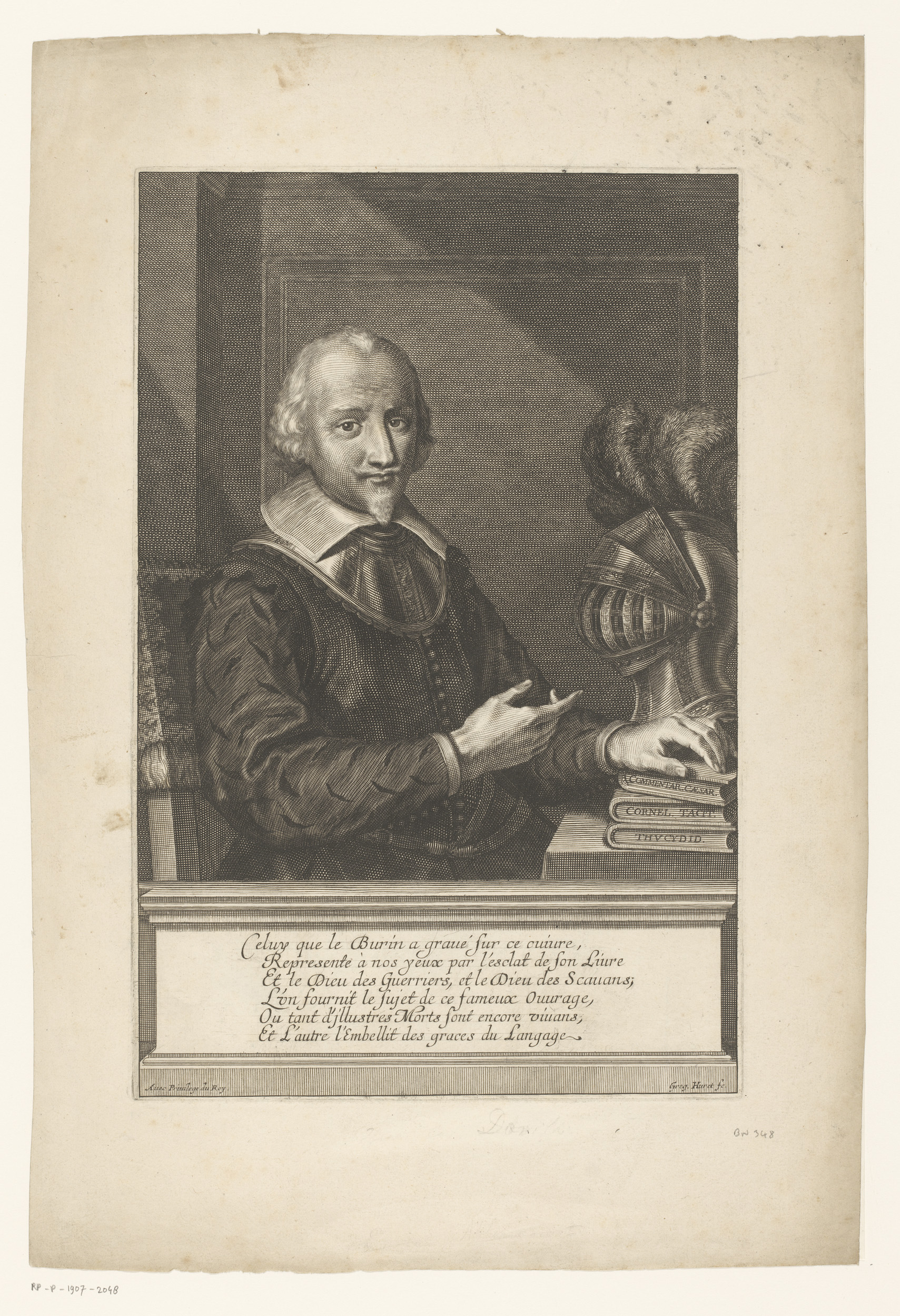
Enrico Caterino Davila

Enrico Caterino Davila, auch Arrigo Caterino Davila, (* 30. Oktober 1576 in Piove di Sacco; † 26. Mai 1631 in San Michele bei Verona) war ein italienischer Militär und Historiker.

## Leben
Enrico Caterino Davila kam als Page an den französischen Hof und stand seit 1594 in französischen Kriegsdiensten. 1599 kehrte er nach Italien zurück, setzte seine Studien an der Universität Padua fort, lebte eine Zeitlang in Parma, wo er Mitglied der Akademie der Innominati wurde, und trat dann in venezianische Dienste. Die Republik Venedig übertrug ihm wichtige militärische Ämter auf Kreta, in Dalmatien und Friaul. Auf einer Berufsreise wurde er 1631 zu San Michele bei Verona meuchelmörderisch erschossen.

## Werke
Sein Hauptwerk ist die Storia delle guerre civili di Francia, erschienen 1630 in Venedig, Neuauflage 1646; zuletzt Mailand 1807, 6 Bde. Das Werk ist in 15 Bücher gegliedert und umfasst die Zeit vom Tod Heinrichs II. 1559 bis zum Frieden von Vervins im Jahr 1590. Es wurde mehrfach übersetzt, ins Französische von Mallet und Grosley (Paris 1757, 3 Bde.), ins Englische von Cotterel (London 1666), ins Deutsche von Reith (Leipzig 1792–95, 5 Bde.).